# Âmbar cinza

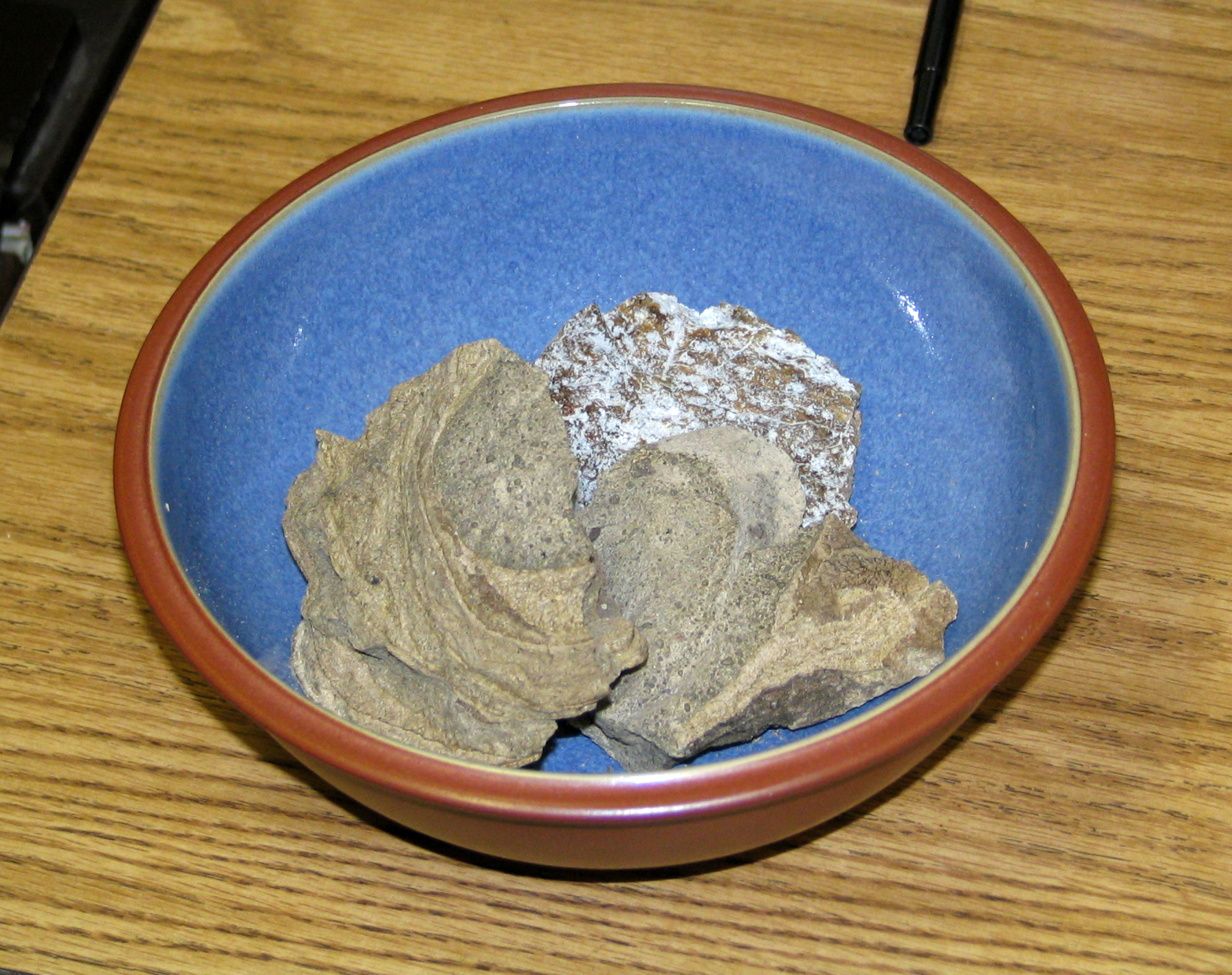
Âmbar gris

Âmbar cinza, âmbar-cinzento, âmbar-gris, âmbar-branco ou âmbar de baleia, é uma substância sólida, gordurosa e inflamável, em geral de cor cinza fosco ou enegrecido, podendo contudo ter cor castanho escuro ou ser variegada com aspecto marmóreo. Em fresco tem cheiro fecal, mas com a exposição ao ar e à luz ganha um odor peculiar doce e terroso, com algumas semelhanças ao do álcool isopropílico. Foi de grande valor como fixante em perfumaria, atingindo por isso elevados preços, mas é hoje raramente utilizado, por ter sido substituído por um sucedâneo sintético e pelo seu uso poder configurar uma violação à Convenção CITES.

## Origem e características físico-químicas

### Origem e história
O âmbar cinza forma-se no intestino do cachalote (Physeter macrocephalus Linnaeus, 1758), a única espécie que se conhece produzir aquele material em quantidade apreciável, embora pequenas quantidades de uma matéria semelhante tenham sido encontradas nos intestinos da baleia-nariz-de-garrafa-do-norte (Hyperoodon ampullatus Forster, 1770 - também conhecido como botinhoso), uma espécie de zifiídeo aparentada do cachalote.
Trata-se de uma secreção biliar, aparentemente destinada a envolver matérias indigestíveis, tais como as peças bucais de lulas e polvos e outros materiais duros ou cortantes, que poderiam ficar alojadas no tracto intestinal. O encapsulamento evitará que quando o animal está submetido às grandes pressões resultantes do mergulho profundo aqueles materiais perfurem o intestino e facilita a sua expulsão com as fezes.
Conhecido desde a mais remota antiguidade pelos povos que habitavam as zonas costeiras dos oceanos, por ser encontrado a flutuar no mar ou arrojado às costas, o âmbar pardo, com o seu cheiro peculiar e origem desconhecida, era considerado um produto misterioso e por isso reputado como tendo propriedades curativas, afrodisíacas e mesmo mágicas. A sua raridade, resistência à decomposição e características físicas eram tais que sempre foi considerado precioso.
Mais comum nas costas do Oceano Índico, embora aparecesse nas costas de todos os oceanos, até meados do século XVIII o âmbar pardo era considerado como sendo uma forma de enxofre dos mares, que se libertaria de cavernas sitas nas profundezas e flutuaria nas águas. Outra teoria dava-o como originado na raiz de uma estranha árvore que cresceria no litoral e emitiria raízes submarinas. Quando o desenvolvimento da baleação provou que ele aparecia no intestino dos cachalotes, tal presença foi inicialmente explicada como sendo pedaços não digeridos de âmbar engolido pelo animal, que o procuraria no mar pelas suas propriedades curativas.
Apenas em meados do século XIX, a análise do produto, e particularmente a presença de restos alimentares embebidos, levou à aceitação generalizada de que o âmbar tinha uma origem orgânica e endógena no cachalote.

### Dimensão e ocorrência das concreções
O âmbar pardo recolhido do mar, resultado das fezes dos cachalotes, aparece em geral em pequenas massas com pesos que variam entre algumas dezenas de gramas e os 50 kg, embora massas maiores (com mais de 200 kg) tenham sido encontradas. Como o produto que é encontrado no mar ou arrojado à costa já esteve nas águas por períodos em geral longos, e a sua superfície foi sujeita a fotodegradação, é em geral escuro e com odor agradável.
O produto fresco, encontrado no interior do intestino de cachalotes abatidos, é em geral esbranquiçado e fétido, aparecendo em massas que vão desde alguns quilogramas até mais de 400 kg. Um cachalote capturado na ilha de São Miguel, nos Açores, tinha no seu intestino 322 kg, numa única concreção.
A presença de âmbar pardo no intestino é irregular, ocorrendo tanto em machos como em fêmeas, mas parecendo ser exclusivo dos animais adultos. Também não parece existir uma relação directa entre o estado de saúde do animal e a presença de âmbar, embora entre os baleeiros fosse voz corrente que nos animais emaciados ou com sinais de doença fosse mais provável a presença de concreções.
Dado que o âmbar pardo fresco é relativamente rico em água, as concreções podem perder até 50% do seu peso após um ano de simples secagem ao ar, pelo que não são directamente comparáveis os pesos das massas encontradas no mar ou arrojadas às costas e a matéria fresca.
No que respeita à sua qualidade enquanto produto fixante de perfumes e quanto à suavidade do seu odor natural, o tempo de exposição ao ar e água salgada melhoram as características, pelo que o âmbar vendido em fresco era menos valioso.

### Cor
A cor também varia com o tempo de exposição ao ar, indo do cinza claro nos produtos recentes até ao cinza e ao castanho muito escuros. Os âmbares mais antigos são dum cinzento-pardo quase uniforme e estão firmemente ponteados de amarelo claro por toda a sua espessura. Os de formação recente, com menor valor, apresentam-se com o aspecto de um pez castanho-escuro, firme e consistente.
Em geral as massas são marmóreas, apresentando à vista camadas concêntricas de cor ligeiramente diferente. O aparecimento dessas camadas anelares resulta do processo da formação da concreção, já que camadas concêntricas e irregulares de matéria biliar são depositadas em torno de um núcleo central, enquanto a concreção vai sendo lentamente rebolada no intestino.
No mesmo animal podem existir concreções diferentes, apresentando cores e consistências diferenciadas.

### Consistência e resistência ao corte
A consistência do âmbar pardo varia desde a da cera dura de abelha até à consistência do alcatrão.
As massas mais antigas são quebradiças, quase friáveis, com tendência para o esfarelamento. As mais recentes deixam-se moldar com os dedos e ao corte deixam uma superfície polida semelhante à do sabão.

### Solubilidade, fusão e vaporização
Dada a sua natureza apolar, o âmbar pardo é insolúvel na água (diminuindo a solubilidade com a salinidade), sendo contudo solúvel nos éteres, óleos e álcool.
Nos álcoois forma soluções de cor amarelo-acastanhada que fluorescem sob a luz solar com um halo esverdeado.
Funde sem crepitação e sem espuma por volta dos 60º C, produzindo um líquido pastoso de cor negra. Esta propriedade é utilizada para a identificação rápida e preliminar do produto, sendo norma aquecer uma agulha ou fio metálico durante 15 segundos numa chama de gás e espetar no material. Se for âmbar pardo em torno da agulha forma-se uma zona de fusão preenchida por um produto ceroso negro que escorrerá em lenta ebulição.
O âmbar pardo vaporiza-se a cerca de 100 °C libertando um vapor branco com cheiro intenso. Arde com chama fuliginosa, libertando um aroma semelhante ao da borracha queimada.

### Densidade
A densidade varia em torno de 0,90 (existem registos de 0,870 a 0,926), o que explica a flutuabilidade das concreções e os longos tempos de permanência em flutuação no mar.

### Composição química
O principal constituinte do âmbar pardo é uma molécula orgânica complexa, muito similar à colesterina, denominada ambreína. Quando purificada é uma substância branca, cristalina que funde entre os 82 °C e os 86 °C.
Quimicamente a ambreína é um álcool monovalente cuja fórmula química corresponde a C26H43OH.
Para além dos restos das peças bucais e outras impurezas de origem alimentar (já foram encontrados pelos de foca o que parece indiciar que a alimentação dos cachalotes não se restringe aos cefalópodes), o âmbar gris contém em geral um elevado teor de cloreto de sódio e pequenas quantidades de ácido succínico e de ácido benzóico. Estão também presentes traços de numerosas outras substâncias orgânicas odorantes, incluindo ácidos gordos complexos, ésteres e múltiplos compostos aromáticos.

### Resistência à decomposição
A presença de ácido benzóico, a dimensão e complexidade estrutural das moléculas constituintes e a fraca solubilidade em água fazem do âmbar pardo uma substância muito resistente ao ataque bacteriano.
A presença de copro-esteróis torna-o pouco atractivo para ingestão por outros animais. Tal explica a longa permanência no mar.
O âmbar pardo é contudo susceptível ao ataque por fungos, sendo frequente o ataque por bolores, especialmente quando deixado em atmosferas úmidas com baixo arejamento e no escuro.

## Utilização
Para além das utilizações cerimoniais e a queima como oferenda na antiguidade, em tempos recentes o âmbar pardo só tem utilização como afrodisíaco ou como especiaria e na indústria de perfumaria, sendo esta, de longe, a utilização dominante.
Para ingestão como afrodisíaco, o âmbar pardo é misturado com açúcar ou ingerido em solução alcoólica. Como especiaria é raramente utilizado no sudeste asiático para aromatizar vinhos e outras bebidas alcoólicas e, em quantidades minúsculas, aromatizar chás.
Na perfumaria o âmbar é dissolvido num álcool, em geral etanol, sendo a dissolução feita a frio para evitar a dissociação do produto. Quando adicionado a essências perfumadas prolonga a sua fragrância e complexifica os aromas, dando-lhe persistência e bouquet.
Com o desaparecimento da caça comercial ao cachalote, e com as questões jurídicas resultantes da protecção daquele animal no âmbito da Convenção CITES, a indústria perfumeira deixou quase por completo de utilizar o âmbar pardo para recorrer a sucedâneos escolhidos de entre produtos de síntese com características similares.
O sucedâneo mais comum é o diterpeno (-)-8a-12-epoxy-13,14,15,16-tetranorlabdano, o conhecido sob a designação comercial registada de Ambrox. O seu isómero de quiralidade positiva (+)-8a-12-epoxy-13,14,15,16-tetranorlabdano, tem um aroma percebido como mais animal, mas um limiar de reconhecimento pelo olfacto muito mais elevado (2,4 ppb contra 0,3 ppb para o isómero (-)).

### Aplicação da Convenção CITES
Com a inclusão do cachalote entre as espécies ameaçadas protegidas no âmbito da Convenção CITES, na generalidade dos países signatários é ilegal, e alguns casos punível com pesadas multas, a venda ou detenção de qualquer derivado daquele animal.
Embora seja discutível a razoabilidade de aplicar esta norma ao âmbar pardo encontrado no mar ou arrojado à costa, é interpretação corrente que a utilização de tal produto, não obstante a especificidade de se tratar de facto de matéria fecal do animal, infringe a Convenção.
Essa proibição levou ao abandono quase total da utilização do âmbar pardo em perfumaria, já que os perfumes que o contenham estão, ipso facto, banidos dos principais mercados internacionais. Daí o crescimento no uso dos sucedâneos sintéticos.